# Plantverband

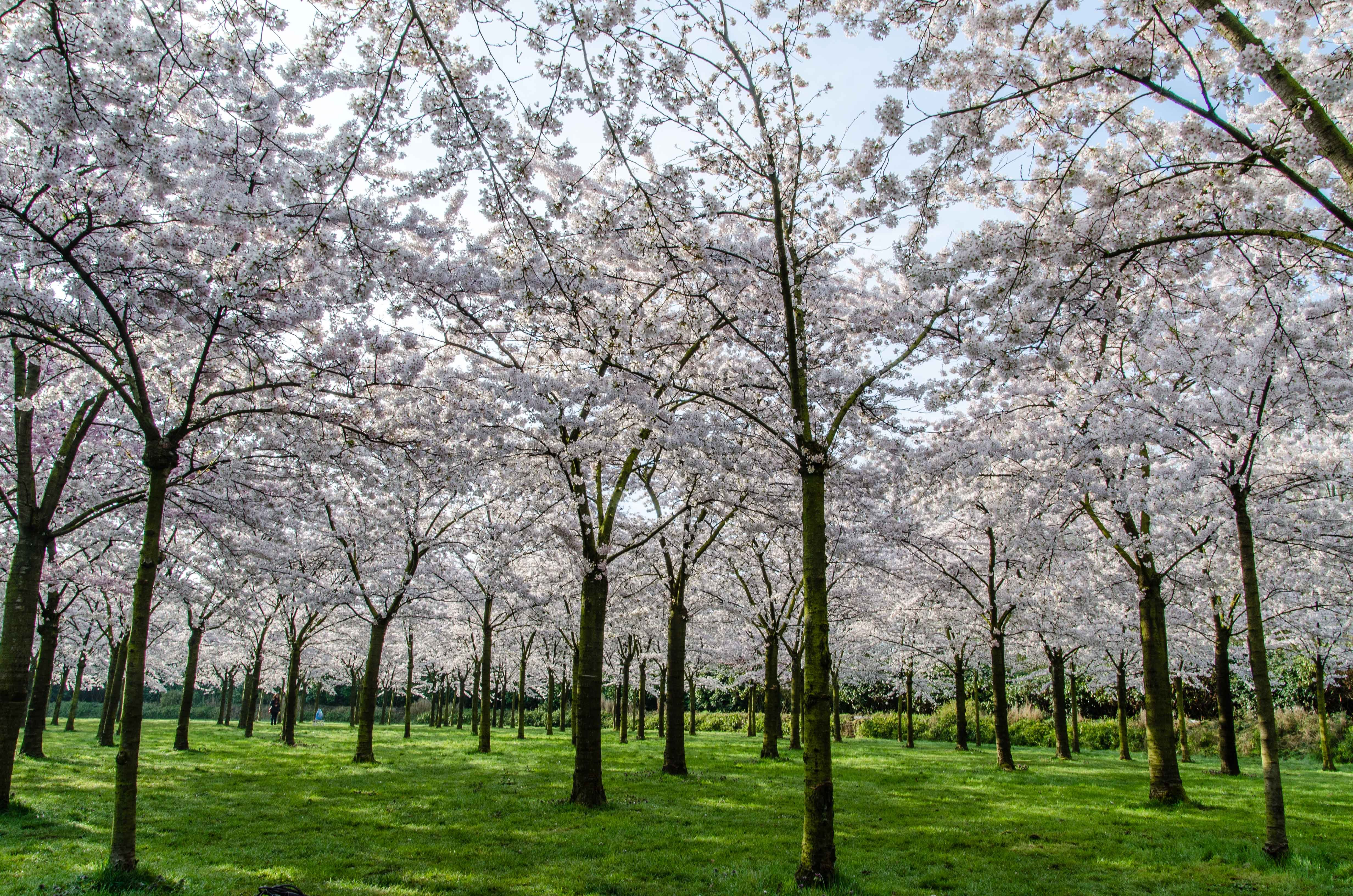
Deel van het aangeplante Amsterdamse Bos

Een plantverband is het patroon waarin planten ten opzichte van elkaar staan.  Plantverbanden worden onder andere gebruikt bij het maken van een beplantingsplan of een tuinontwerp. Er worden over het algemeen vijf soorten plantverbanden onderscheiden.
- Wildverband: de planten staan willekeurig ten opzichte van elkaar. Wanneer er bij een wildverband meerdere soorten worden aangeplant kunnen deze verspreid of in groepen staan.
- Driehoeksverband: de planten vormen ten opzichte van elkaar een gelijkzijdige driehoek.
- Verschoven verband: de planten staan in meerdere rijen en verspringen ten opzichte van elkaar. Dit plantverband heeft weinig doorkijk.
- Rechthoeksverband: de planten staan ongeveer met een hoek van 90 graden van elkaar. De planten staan in een rechthoek.
- Vierkantsverband: dit verband lijkt op een rechthoeksverband, maar alle afstanden tussen de planten zijn gelijk. De planten staan in een vierkant ten opzichte van elkaar.

Plantverbanden zijn te vinden binnen lanen, bosplantsoenen en openbaar groen.